# Гирбешть (Ясси)
Гирбешть, Гирбешті (рум. Gârbești) — село у повіті Ясси в Румунії. Входить до складу комуни Цибана.
Село розташоване на відстані 297 км на північ від Бухареста, 29 км на південний захід від Ясс.

## Населення
За даними перепису населення 2002 року у селі проживали 2159 осіб, усі — румуни. Усі жителі села рідною мовою назвали румунську.